# Twierdzenie Ponceleta-Steinera
Twierdzenie Ponceleta-Steinera mówi, że jeśli dana konstrukcja jest wykonalna za pomocą cyrkla i linijki, to jest ona wykonalna za pomocą samej linijki, o ile dany jest na płaszczyźnie pewien okrąg wraz ze środkiem. Jest to najsilniejszy rezultat tego typu, przy pomocy samej linijki nie da się wyciągać pierwiastków kwadratowych.
Nazwa twierdzenia pochodzi od Jeana Ponceleta, który postawił je jako hipotezę w roku 1822, oraz Jakoba Steinera, który udowodnił je w roku 1833.

## Schemat dowodu Steinera

Przykład konstrukcji samą linijką – narysować prostą równoległą do g, przechodzącą przez punkt P

Steiner udowodnił, że jeśli na płaszczyźnie dany jest pewien okrąg wraz ze środkiem (tzw. okrąg wspomagający), to można za pomocą jedynie linijki rozwiązać osiem następujących zadań (sformułowania Steinera lekko uwspółcześnione):
I. Poprowadzić przez dowolny punkt prostą równoległą do danej prostej, gdy:
a) dana prosta przechodzi przez środek okręgu wspomagającego,
b) dana prosta przecina okrąg wspomagający, ale nie przechodzi przez jego środek,
c) dana prosta jest położona dowolnie.
II. Na prostej jest dany pewien odcinek. Należy:
a) znaleźć odcinek będący dowolną krotnością pierwszego,
b) podzielić ten odcinek na dowolną liczbę części,
c) znaleźć odcinek, którego stosunek do danego jest daną liczbą wymierną.
III. Przez dany punkt poprowadzić prostą prostopadłą do danej prostej.
IV. Przez dany punkt poprowadzić prostą, która z daną prostą tworzyłaby kąt równy danemu kątowi.
V. a) Dany kąt podzielić na połowy, lub
b) wziąć dowolną krotność danego kąta.
VI. Od danego punktu odłożyć odcinek równy danemu pod względem wielkości i położenia.
VII. Znaleźć punkty przecięcia danej prostej i okręgu o danej wielkości i położeniu.
VIII. Znaleźć punkty przecięcia dwóch danych okręgów.